# Blodiga söndagen i Stanisławów

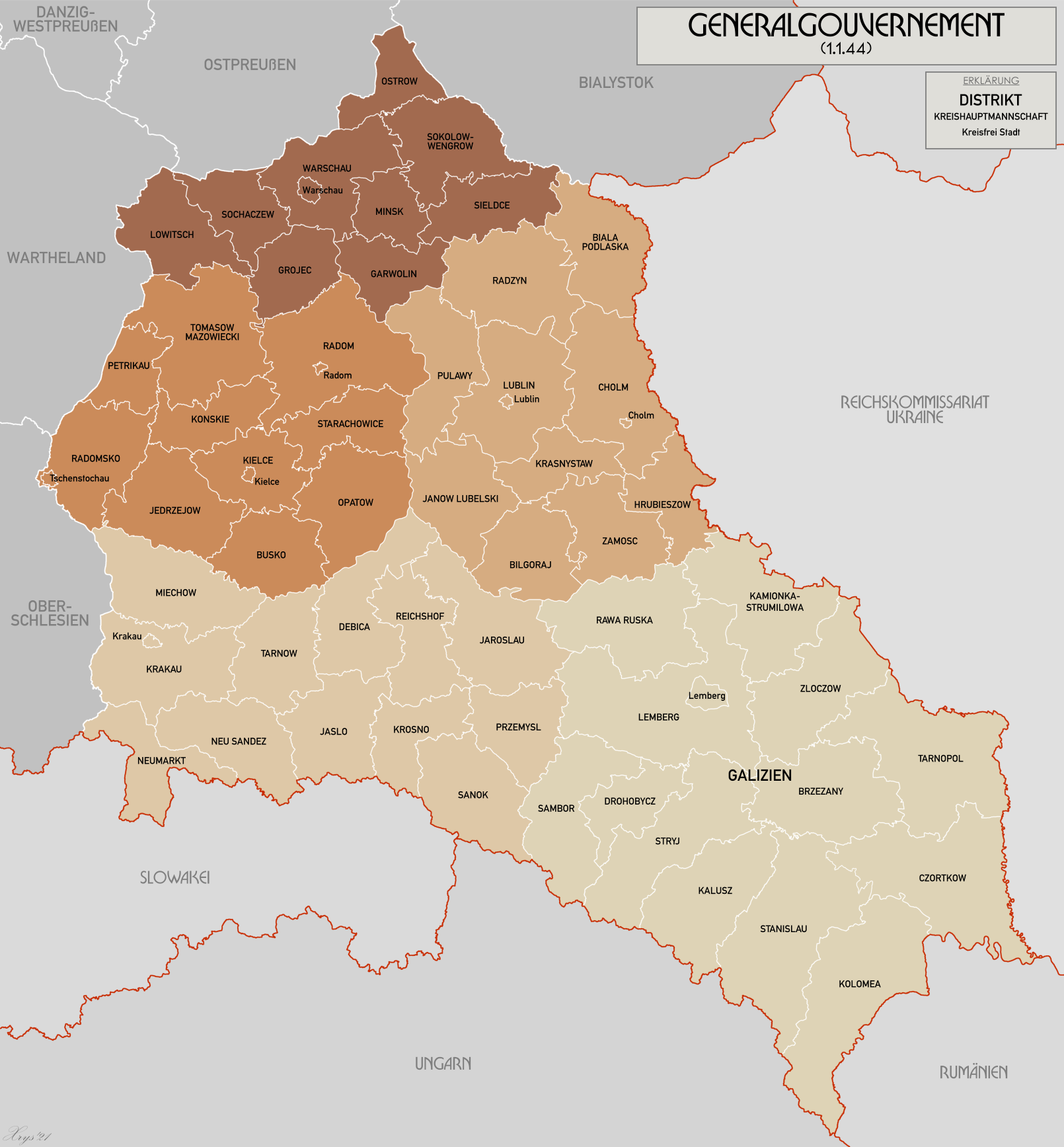
Generalguvernementet med distriktet Galizien i sydost.

Blodiga söndagen i Stanisławów ägde rum i Stanisławów (dagens Ivano-Frankivsk) den 12 oktober 1941.
Den 22 juni 1941 inledde Tyskland Operation Barbarossa, angreppet på den tidigare bundsförvanten Sovjetunionen. I augusti inrättades distriktet Galizien, där Stanisławów var beläget. Nazityska Schutzstaffel (SS) ämnade utplåna Galiziens judiska befolkning och Hans Krüger fick i uppdrag att leda aktionen i Stanislawów.
Krüger lät mobilisera den lokala Schupo-styrkan, ukrainsk milis samt Reservpolisbataljon 133. Den 12 oktober befalldes Stanisławóws samtliga judiska invånare att samlas och tvingades marschera till den lokala kyrkogården, omkring 200–250 i taget. Där hade milismän grävt massgravar. Judarna fråntogs sina värdesaker och leddes fram till gravarna där de sköts. I samband med denna massaker mördades mellan 8 000 och 12 000 judar.